# Weston (Connecticut)
Weston város az Amerikai Egyesült Államok Connecticut államában, Fairfield megyében. Lakosainak száma 10 354 fő (2020. április 1.).

## Népesség
A település népességének változása:

| 2010 | 10 179 |
| 2020 | 10 354 |